# Soundtrack to the Apocalypse
Soundtrack to the Apocalypse är en samlingsbox av det amerikanska thrash metalbandet Slayer. Boxen släpptes den 25 november 2003 genom American Recordings och innehåller fyra CD och DVD-skivor med musik från tidigare album, outgivet material och livefilmer. 

## Låtlista
| 1.  | Angel of Death            | Jeff Hanneman        | Hanneman       | Reign in Blood           | 4:50 |
| 2.  | Criminally Insane (remix) | Hanneman, Kerry King | Hanneman, King | Reign in Blood (omsläpp) | 3:07 |
| 3.  | Postmortem                | Hanneman             | Hanneman       | Reign in Blood           | 3:27 |
| 4.  | Raining Blood             | Hanneman, King       | Hanneman, King | Reign in Blood           | 4:12 |
| 5.  | Aggressive Perfector      | Hanneman, King       | Hanneman, King | Reign in Blood (omsläpp) | 2:28 |
| 6.  | South of Heaven           | Tom Araya            | Hanneman       | South of Heaven          | 4:45 |
| 7.  | Silent Scream             | Araya                | Hanneman, King | South of Heaven          | 3:05 |
| 8.  | Live Undead               | King, Araya          | Hanneman       | South of Heaven          | 3:50 |
| 9.  | Mandatory Suicide         | Araya                | Hanneman, King | South of Heaven          | 4:04 |
| 10. | Spill the Blood           | Hanneman             | Hanneman       | South of Heaven          | 4:49 |
| 11. | War Ensemble              | Hanneman, Araya      | Hanneman       | Seasons in the Abyss     | 4:51 |
| 12. | Dead Skin Mask            | Araya                | Hanneman       | Seasons in the Abyss     | 5:16 |
| 13. | Hallowed Point            | Hanneman, Araya      | Hanneman, King | Seasons in the Abyss     | 3:24 |
| 14. | Born of Fire              | King                 | Hanneman, King | Seasons in the Abyss     | 3:07 |
| 15. | Seasons in the Abyss      | Araya                | Hanneman       | Seasons in the Abyss     | 6:26 |
| 16. | Hell Awaits (live)        | King                 | Hanneman, King | Decade of Aggression     | 6:49 |
| 17. | The Antichrist (live)     | Hanneman             | Hanneman, King | Decade of Aggression     | 3:11 |
| 18. | Chemical Warfare (live)   | Hanneman, King       | Hanneman, King | Decade of Aggression     | 5:25 |

| 1.  | Sex. Murder. Art.                                | Araya                                                                 | King                       | Divine Intervention                    | 1:50 |
| 2.  | Dittohead                                        | King                                                                  | King                       | Divine Intervention                    | 2:30 |
| 3.  | Divine Intervention                              | Hanneman, King, Araya, Paul Bostaph                                   | Hanneman, King             | Divine Intervention                    | 5:32 |
| 4.  | Serenity in Murder                               | Araya                                                                 | Hanneman, King             | Divine Intervention                    | 2:36 |
| 5.  | 213                                              | Araya                                                                 | Hanneman                   | Divine Intervention                    | 4:51 |
| 6.  | Can't Stand You                                  | Hanneman                                                              | Hanneman                   | Undisputed Attitude                    | 1:27 |
| 7.  | Ddamm                                            | Hanneman                                                              | Hanneman                   | Undisputed Attitude                    | 1:01 |
| 8.  | Gemini                                           | Araya                                                                 | King                       | Undisputed Attitude                    | 4:51 |
| 9.  | Bitter Peace                                     | Hanneman                                                              | Hanneman                   | Diabolus in Musica                     | 4:31 |
| 10. | Death's Head                                     | Hanneman                                                              | Hanneman                   | Diabolus in Musica                     | 3:29 |
| 11. | Stain of Mind                                    | King                                                                  | Hanneman                   | Diabolus in Musica                     | 3:24 |
| 12. | Disciple                                         | King                                                                  | Hanneman                   | God Hates Us All                       | 3:35 |
| 13. | God Send Death                                   | Hanneman, Araya                                                       | Hanneman                   | God Hates Us All                       | 3:45 |
| 14. | New Faith                                        | King                                                                  | King                       | God Hates Us All                       | 3:05 |
| 15. | In-A-Gadda-Da-Vida (Iron Butterfly cover)        | Doug Ingle                                                            | Ingle                      | Less Than Zero                         | 3:16 |
| 16. | Disorder (The Exploited cover, featuring Ice T)  | King, Araya, Ice T, Wattie Buchan, “Big” John Duncan, Gary MacCormack | Buchan, Duncan, MacCormack | Judgment Night                         | 4:56 |
| 17. | Memories of Tomorrow (Suicidal Tendencies cover) | Mike Muir, Louiche Mayorga                                            | Muir, Mayorga              | Undisputed Attitude                    | 0:53 |
| 18. | Human Disease                                    | Hanneman, King, Araya                                                 | Hanneman, King, Araya      | Bride of Chucky                        | 4:20 |
| 19. | Unguarded Instinct                               | King                                                                  | Hanneman                   | Diabolus in Musica                     | 3:44 |
| 20. | Wicked                                           | Araya, Bostaph                                                        | Hanneman, King             | Diabolus in Musica                     | 6:03 |
| 21. | Addict                                           | King                                                                  | Hanneman                   | God Hates Us All (Collector's Edition) | 3:41 |
| 22. | Scarstruck                                       | King                                                                  | King                       | God Hates Us All (Collector's Edition) | 3:31 |

| 1.  | Ice Titan (live)                                  |                    |                             | Mars 1983, Kalifornien               | 4:18 |
| 2.  | The Antichrist (repning)                          | Hanneman           | Hanneman, King              | December 1983, Tom Arayas Garage     | 2:53 |
| 3.  | Fight till Death (rehearsal)                      | Hanneman           | Hanneman                    | December 1983, Tom Arayas Garage     | 3:30 |
| 4.  | Necrophiliac (live)                               | Hanneman, King     | Hanneman                    | September 1985, Kalifornien          | 5:00 |
| 5.  | Piece by Piece (rå mix, med basintro)             | King               | King                        | Reign in Blood studiosession         | 2:13 |
| 6.  | Raining Blood (live)                              | Hanneman, King     | Hanneman                    | November 1986, Kanada                | 3:09 |
| 7.  | Angel of Death (live)                             | Hanneman           | Hanneman                    | November 1986, Kanada                | 4:58 |
| 8.  | Raining Blood (Jeff Hannemans hemmainspelning)    | Hanneman, King     | Hanneman                    | 1986, Jeff Hannemans hemmainspelning | 2:00 |
| 9.  | South of Heaven (Jeff Hannemans hemmainspelning)  | Araya              | Hanneman                    | 1988, Jeff Hannemans hemmainspelning | 3:29 |
| 10. | Seasons in the Abyss (live)                       | Araya              | Hanneman                    | Juni 1991, Michigan                  | 6:43 |
| 11. | Mandatory Suicide (live)                          | Araya              | Hanneman, King              | Juni 1991, Michigan                  | 3:59 |
| 12. | Mind Control (live)                               | Araya, King        | Hanneman, King              | Brasilien, 1994                      | 3:05 |
| 13. | No Remorse (I Wanna Die) (med Atari Teenage Riot) | Araya, Hanin Elias | Hanneman, King, Alec Empire | Spawn: The Album                     | 4:15 |
| 14. | Dittohead (live)                                  | King               | King                        | Maj 1998, Kalifornien                | 3:03 |
| 15. | Sex. Murder. Art. (live)                          | Araya              | King                        | Maj 1998, Kalifornien                | 2:22 |
| 16. | Bloodline (live)                                  | King               | King                        | Sverige, 2002                        | 4:02 |
| 17. | Payback (live)                                    | King               | King                        | Sverige, 2002                        | 6:39 |

| 1.  | Die by the Sword (live)                           | Mars 1983 i Kalifornien      |  |
| 2.  | Aggressive Perfector (live)                       | 1983 i Kalifornien           |  |
| 3.  | Praise of Death (live)                            | September 1984 i Kalifornien |  |
| 4.  | Haunting the Chapel (live)                        | Maj 1985 i Sverige           |  |
| 5.  | Necrophobic (live)                                | 1986 i New York              |  |
| 6.  | Reborn (live)                                     | 1986 i New York              |  |
| 7.  | Jesus Saves (live)                                | 1986 i New York              |  |
| 8.  | War Ensemble (live)                               | Juni 1991 i Michigan         |  |
| 9.  | South of Heaven (live)                            | Juni 1991 i Michigan         |  |
| 10. | Dead Skin Mask (live)                             | Juni 1991 i Michigan         |  |
| 11. | Gemini (live)                                     | Augusti 1996 i Kalifornien   |  |
| 12. | Kerrang! Magazine Awards '96: Heaviest Band Award | Kerrang! Magazine Awards '96 |  |
| 13. | EPK for Diabolus in Musica                        |                              |  |
| 14. | Stain of Mind (Juli 1998)                         | Tokyo, Japan                 |  |
| 15. | Bloodline (live)                                  | April 2002 av ESPN           |  |
| 16. | Disciple (live)                                   | Juli 2003 i Frankrike        |  |
| 17. | God Send Death (live)                             | Juli 2003 i Frankrike        |  |

| 1.  | Darkness of Christ (live)   | King                  | Hanneman       | 1:48 |
| 2.  | Disciple (live)             | King                  | Hanneman       | 4:30 |
| 3.  | War Ensemble (live)         | Hanneman, Araya       | Hanneman       | 5:40 |
| 4.  | Stain of Mind (live)        | Hanneman              | King           | 3:59 |
| 5.  | Postmortem (live)           | Hanneman              | Hanneman       | 4:20 |
| 6.  | Raining Blood (live)        | Hanneman, King        | Hanneman       | 3:25 |
| 7.  | Hell Awaits (live)          | King                  | Hanneman, King | 7:14 |
| 8.  | At Dawn They Sleep (live)   | Hanneman, King, Araya | Hanneman       | 7:44 |
| 9.  | Dead Skin Mask (live)       | Araya                 | Hanneman       | 6:32 |
| 10. | Seasons in the Abyss (live) | Araya                 | Hanneman       | 4:32 |
| 11. | Mandatory Suicide (live)    | Araya                 | Hanneman, King | 5:13 |
| 12. | Chemical Warfare (live)     | Hanneman, King        | Hanneman, King | 7:00 |
| 13. | South of Heaven (live)      | Araya                 | Hanneman       | 4:32 |
| 14. | Angel of Death (live)       | Hanneman              | Hanneman       | 6:18 |